# Galago d'Allen
Ne doit pas être confondu avec Olingo d'Allen.
Sciurocheirus alleni, Galago alleni
Espèce
Synonymes
- Galago alleni Waterhouse, 1838

Statut de conservation UICN

 NT  : Quasi menacé
Statut CITES
Le galago d'Allen (Sciurocheirus alleni ou Galago alleni) est un primate strepsirrhinien de la famille des Galagidae.
Il se rencontre en Angola, au Cameroun, au Congo, au Gabon, en Guinée équatoriale, au Nigeria et en République centrafricaine.

## Description
Le galago d'Allen mesure de 155 à 240 mm (queue non comprise) pour un poids de 200 à 445 g. Sa coloration varie du gris au brun avec une teinte plus rouille au niveau des membres. Son ventre est plus clair et varie du gris au blanc-jaunâtre. Sa queue est longue et touffue. Ses yeux sont grands et dont l'arrière de la rétine est une surface réfléchissante (tapetum lucidum) ce qui améliore sa vision nocturne. Par ailleurs, il ne perçoit pas les couleurs dans la mesure où sa rétine est dépourvue de bâtonnets. Ses oreilles, nues, sont très mobiles et il peut les orienter vers l'arrière ou vers le bas. Sa dentition est celle des autres Galago avec quatre incisives et deux canines. Leurs pattes arrière sont robustes et il est connu pour être un bon sauteur.